# 田保橋潔
田保橋 潔（たぼはし きよし、1897年10月14日 - 1945年2月26日）は、日本の歴史学者。

## 経歴
1897年、北海道函館市で生まれた。本籍は石川県。東京帝国大学文学部国史学科で学び、1921年に卒業。
1924年に京城帝国大学予科講師となった。ヨーロッパ留学ののち、1927年に京城帝国大学教授となり、国史学の担当教授となった。1933年から朝鮮総督府の朝鮮史編修会第6編修主任も務め、ついで同会編纂主任を兼任した。1945年に死去。

## 研究内容・業績
専門は東洋史で、日本近代外交史、朝鮮近代史の研究を行った。
朝鮮半島と東三省
1882年の壬午軍乱の鎮圧に際して、呉長慶は「遼東三省と左堤右挈し、実に東方の一大塀障」と述べており、つまり清の東三省と朝鮮半島で守りを固めれば怖いものなし、と考えており、張謇は『朝鮮善後六策』を作成して、朝鮮は漢の時代は中国の植民地（漢四郡）であったから、李氏朝鮮王を廃止して監国にして属藩とし、清の東三省に朝鮮省を含めて「東四省」にすることで李氏朝鮮を併合し、「内政の自己改革と新軍の訓練を、我が東三省とつらねて、一気と為す」べきとする意見を上申した。田保橋潔の研究によると、呉長慶上申の大要は以下のとおりである。
1. 漢四郡建置の例に従ひ、李氏朝鮮王を廃し、其地を清の一省とする。
2. 朝鮮国王を存置するとしても、周の例に従ひ、監国を置く。
3. 有力なる軍隊を派遣して、其海港を清の監理の下に置く。
4. 李氏朝鮮の内政革新を断行する。

## 著作
著書
- 『近代日本外国関係史』刀江書院 1930
  - 再版 原書房 1976
- 『明治外交史』(岩波講座,日本歴史) 岩波書店 1934
- 『近代日鮮関係の研究』朝鮮総督府中枢院 1940
- 『日清戦役外交史の研究』刀江書院(東洋文庫論叢) 1951
- 『近代日鮮関係の研究』文化資料調査会 1963-1964
  - 再版 宗高書房 1972
  - 叢書組入『近代日鮮関係の研究』朝鮮総督府編、原書房(明治百年史叢書) 1973
- 『朝鮮統治史論稿』成進文化社 1972
  - 再版 龍溪書舎 2001
- 『近代日支鮮関係の研究：天津条約より日支開戦に至る』原書房(明治百年史叢書) 1979

論文
- 田保橋1936「朝鮮国通信使易地行聘考(上)」『東洋学報』23-3,東洋文庫, 317-378頁.
- Cinii(田保橋潔)

## 田保橋潔に関する資料
回想
- 『東方学回想 Ⅴ　先学を語る〈4〉』刀水書房 2000 - 関係者の座談での回想

その他
- 岩生成一1983「田保橋さんの思出」『東方学』65, 東方学会,190-191頁.
- 「田保橋潔先生略年譜・著作目録」『東方学』65, 東方学会,192-194頁.